# Joanne Calderwood
Pour les articles homonymes, voir Calderwood.
Joanne Calderwood, née le 23 décembre 1986 à Irvine, est une pratiquante d'arts martiaux mixtes écossaise évoluant au sein de l'organisation UFC dans la catégorie des poids pailles.

## Carrière en muay-thaï
Le 2 septembre 2012 elle est opposée à la Suédoise numéro 1 mondiale Jenny Krigsman lors de l'évènement Oran Mor VII à Glasgow en Écosse. Elle l'emporte par TKO par arrêt du docteur avant le début du 5e round et deviens championne du monde ISKA poids mouche. Joanne Calderwood a également remporté les titres poids mouche de  championne d'Europe IKF et WKL et championne Britannique WBC.

## Anecdote
Joanne Calderwood a été la première pratiquante écossaise de MMA.

## Palmarès en MMA
| 13 combats     | 11 victoires | 2 défaites |
| Par KO         | 5            | 0          |
| Par soumission | 0            | 2          |
| Sur décision   | 6            | 0          |

| Résultat | Record | Adversaire            | Méthode                                        | Événement                                               | Date              | Round | Temps | Lieu                              | Notes           |
| -------- | ------ | --------------------- | ---------------------------------------------- | ------------------------------------------------------- | ----------------- | ----- | ----- | --------------------------------- | --------------- |
| Défaite  | 11-2   | Jéssica Andrade       | Soumission (étranglement en guillotine)        | UFC 203: Miocic vs. Overeem                             | 10 septembre 2016 | 1     | 4:38  | Cleveland, Ohio, États-Unis       |                 |
| Victoire | 11-1   | Valérie Létourneau    | TKO (coup de pied au ventre et coups de poing) | UFC Fight Night: MacDonald vs. Thompson                 | 18 juin 2016      | 3     | 2:51  | Ottawa, Ontario, Canada           |                 |
| Victoire | 10-1   | Cortney Casey         | Décision unanime                               | UFC Fight Night: Bisping vs. Leites                     | 18 juillet 2015   | 3     | 5:00  | Glasgow, Écosse                   |                 |
| Défaite  | 9-1    | Maryna Moroz          | Soumission (clé de bras)                       | UFC Fight Night: Gonzaga vs. Cro Cop 2                  | 11 avril 2015     | 1     | 1:30  | Cracovie, Pologne                 |                 |
| Victoire | 9-0    | Seohee Ham            | Décision unanime                               | The Ultimate Fighter: A Champion Will Be Crowned Finale | 12 décembre 2014  | 3     | 5:00  | Las Vegas, Nevada, États-Unis     |                 |
| Victoire | 8-0    | Katja Kankaanpää      | Décision unanime                               | Invicta FC 7: Honchak vs. Smith                         | 7 décembre 2013   | 3     | 5:00  | Kansas City, Missouri, États-Unis |                 |
| Victoire | 7-0    | Norma Rueda Center    | Décision unanime                               | Invicta FC 6: Coenen vs. Cyborg                         | 13 juillet 2013   | 3     | 5:00  | Kansas City, Missouri, États-Unis |                 |
| Victoire | 6-0    | Sally Krumdiack       | TKO (coups de poing)                           | Cage Warriors Fighting Championship 53                  | 13 avril 2013     | 1     | 3:08  | Glasgow, Écosse                   |                 |
| Victoire | 5-0    | Livia von Plettenberg | Décision unanime                               | Invicta FC 4: Esparza vs. Hyatt                         | 5 janvier 2013    | 3     | 5:00  | Kansas City, Kansas, États-Unis   |                 |
| Victoire | 4-0    | Ashley Cummins        | TKO (coups de genou au ventre)                 | Invicta FC 3: Penne vs. Sugiyama                        | 6 octobre 2012    | 1     | 3:13  | Kansas City, Kansas, États-Unis   | KO de la soirée |
| Victoire | 3-0    | Ainara Mota           | TKO (coups de poing)                           | On Top 5                                                | 2 juin 2012       | 2     | 2:46  | Glasgow, Écosse                   |                 |
| Victoire | 2-0    | Lena Ovchynnikova     | Décision unanime                               | Super Fight League 3                                    | 6 mai 2012        | 3     | 5:00  | New Delhi, Inde                   |                 |
| Victoire | 1-0    | Noellie Molina        | TKO (coups de poing)                           | On Top 4                                                | 25 février 2012   | 1     | 3:13  | Glasgow, Écosse                   |                 |